# Jure Henigman
Jure Henigman, slovenski dramski igralec; * 22. januar 1985, Ljubljana. 

## Življenjepis
Odraščal v Ribnici, leta 2004 je opravil sprejemne izpite na Akademiji za gledališče, radio, film in televizijo Univerze v Ljubljani, kjer je študiral dramsko igro in umetniško besedo pod mentorstvom igralca Mileta Koruna in režiserja Matjaža Zupančiča. Od 1. decembra 2008 je bil član igralskega ansambla Mestnega gledališča ljubljanskega, leta 2023 pa postal član ansambla SNG Drama Ljubljana.
Za svojo igro tako v gledališču kot filmu je prejel več nagrad. Med drugim je leta 2009 prejel Borštnikovo nagrado za mladega igralca za vlogo v predstavi Macbethu po Shakespearu, leta 2011 vesno za najboljšo glavno moško vlogo v filmu Izlet, leta 2013 pa za isto vlogo na Berlinalu nagrado »vzhajajoča zvezda«.

### Zasebno
Z ženo Urško imata hčer Julijo in sina Jakoba.

## Filmske in televizijske vloge

### Film
- Prasica, slabšalni izraz za žensko (2022)
- Človek s senco (2019)
- Rudar (2017)
- Postali bomo prvaki sveta (2015)
- Dvojina (2013)
- Nahrani me z besedami (2012)
- Izlet (2011)
- Osebna prtljaga (2009)
- 9:06 (2009)

### Televizija[8]
- Gospod profesor (serija, 2021–2022)
- V dvoje (serija, 2019)
- Mame (serija, 2018)
- Prvaci sveta (serija, 2016)
- Dekleta ne jočejo (televizijski film, 2015)
- Čista desetka (2012)
- Igra s pari (televizijski film, 2009)